# Martin Lohmuller
Martin Nicholas Lohmuller (ur. 21 sierpnia 1919 w Filadelfii w stanie Pensylwania, zm. 24 stycznia 2017) – amerykański duchowny rzymskokatolicki, biskup pomocniczy filadelfijski.

## Życiorys
Święcenia kapłańskie otrzymał 3 czerwca 1944. W roku 1947 uzyskał doktorat z prawa kanonicznego na Katolickim Uniwersytecie Ameryki. Początkowo pracował duszpastersko na terenie rodzinnej archidiecezji Filadelfia. Od 1954 był kapłanem diecezji Harrisburg, ponieważ tamtejszy ordynariusz potrzebował kanonisty do trybunału diecezjalnego.
12 lutego 1970 ogłoszona została jego nominacja na pomocniczego biskupa Filadelfii. Otrzymał wówczas stolicę tytularną Ramsbiria. Sakry udzielił mu ówczesny zwierzchnik archidiecezji John Krol. Obowiązki biskupie dzielił z funkcją wikariusza generalnego i proboszcza dwóch miejscowych parafii (1976–1989). Na emeryturę przeszedł 11 października 1994 roku. W chwili śmierci był najstarszym biskupem w Konferencji Biskupów Amerykańskich.